# تشنغ دم لوداب (لوداب)
تشنغ دم لوداب (بالفارسية: چنگ دم لوداب) هي قرية تقع في إيران في قسم لوداب الريفي. يقدر عدد سكانها بـ 52 نسمة بحسب إحصاء 2016.